# BYD Frigate 07
La BYD Frigate 07 è un'autovettura prodotta dalla casa automobilistica cinese BYD Auto dal 2022.

## Descrizione
La Frigate 07 è stata anticipata dalla concept car X Dream presentata nel 2019; la versione di produzione ha debuttato al salone di Chengdu nell'agosto 2022. Lanciata sul mercato cinese a dicembre 2022, la Frigate è disponibile in 6 livelli di allestimento con solo due motorizzazioni del tipo ibrida plug in.
La vettura è il primo modello BYD ad essere equipaggiato con ammortizzatori di smorzamento a frequenza variabile FSD e con sospensioni posteriori indipendenti a quattro bracci. 
La Frigate 07 è disponibile con pacchi batteria che vanno da 18,3 kWh a 36,8 kWh e con un'autonomia nella sola modalità elettrica di 100 km, 175 km e 205 km a seconda della capacità della batteria. La potenza massima di ricarica è pari a 75 kW e la ricarica dal 30% all'80% richiede 20 minuti.
L'interno della Frigate 07 è dotato di serie di uno schermo da 15,6 pollici con un sistema di connessione di rete 5G e comandi vocali. La Frigate 07 è il primo modello BYD a supportare la chiave digitale NFC dell'iPhone, che può essere utilizzata per aprire, chiudere e avviare il veicolo tramite un iPhone o un Apple Watch senza l'ausilio della chiave.

## Motorizzazioni
La Frigate 07 è alimentata da un motore turbo a quattro cilindri da 1,5 litri che funge da generatore per le batterie abbinato a due tipologie di propulsori elettrici chiamati DM-i e DM-p. La versione DM-i è una versione a due ruote motrici volta maggiormente a contenere i consumi di carburante, mentre la versione DM-p è una versione a quattro ruote motrici orientata più alle prestazioni. La versione a trazione anteriore ha un motore elettrico da 145 kW e 316 Nm di coppia e effettua lo 0-100 km/h in 8,5 secondi; la versione a trazione integrale aggiunge un altro motore elettrico al posteriore da 150 kW e accelera da 0 a 100 km/h in 4,7 secondi.